# Хемопротеоміка
Хемопротеоміка (англ. chemoproteomics, рос. хемопротеомика) — розділ біохімії, присвячений вивченню хімічних взаємодій синтетичних молекул з протеїнами (білками) в протеомі та створенню на цій основі методів пошуку нових лікарських речовин, дослідженню реакцій, які використовуються, як засіб ідентифікації нових цільових протеїнів, встановлення функцій протеїнів, біохімічних шляхів їх перетворень, а також реагентів, що реагують з протеїнами. 
Хімопротеоміка (також відома як хімічна протеоміка) включає в себе широкий набір методів, які використовуються для ідентифікації та дослідження взаємодії білка з малими молекулами. Хімопротеоміка доповнює відкриття фенотипових ліків, парадигму, яка спрямована на відкриття сполук свинцю на основі полегшення фенотипу захворювання, на відміну від відкриття ліків на основі мішені (зворотна фармакологія), у якому сполуки свинцю призначені для взаємодії з заздалегідь визначеними біологічними мішенями, що викликають захворювання.  Оскільки фенотипові аналізи виявлення ліків не забезпечують підтвердження механізму дії сполуки, хіміопротеоміка забезпечує цінні подальші стратегії для звуження потенційних мішеней і зрештою перевірки механізму дії молекули. Хімопротеоміка також намагається вирішувати притаманну проблему проміскуїтету ліків у відкритті маломолекулярних ліків шляхом аналізу взаємодії між білком і малою молекулою в масштабі протеома. Основна мета хіміопротеоміки — охарактеризувати взаємодію препаратів-кандидатів, щоб отримати уявлення про механізми нецільової токсичності та поліфармакології.